# Nicola Di Bari
Nicola Di Bari (născut Michele Scommegna; n. 29 septembrie 1940, Zapponeta, Italia) este un cantautor și actor italian. 
A avut cel mai mare succes în anii 1960-1970. Numeroase single-uri ale lui au apărut la casele de discuri Jolly și RCA din Italia. A jucat și în unele filme de lung metraj, cel mai cunoscut fiind Torino negru cu Bud Spencer. A câștigat la Festivalul Sanremo de două ori: în 1971 cu Nada, interpretând melodia Il cuore è uno zingaro, iar în 1972 cu melodia I giorni dell'arcobaleno. Cu acesta din urmă a participat și la Concursul Muzical Eurovision 1972 din Edinburgh, unde a luat locul șase.

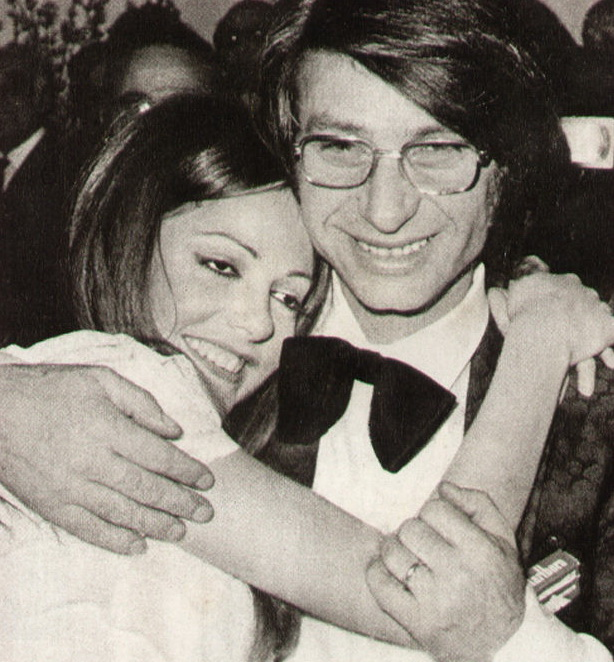
Cântăreții Nada și Nicola Di Bari la Festivalul de muzică Sanremo

### Single-uri (7")
- 1963 - Piano... pianino... / Perche te ne vai - Jolly
- 1964 - Amore ritorna a casa / Senza motivo - Jolly
- 1964 - Non farmi piangere più / Ti prendo le braccia Jolly
- 1965 - Tu non potrai capire / Una cosa di nessuna importanza
- 1965 - Amici miei / Amo te, solo te - Jolly
- 1965 - Piangerò / Il rimpianto - Jolly
- 1965 - Un vero amore / Non sai come ti amo - Jolly
- 1966 - Lei mi aspetta / Ridi con me - Jolly
- 1968 - Il mondo è grigio, il mondo è blu / Ciao solo - RCA Italiana
- 1969 - Eternamente / La vita e l'amore - RCA Italiana
- 1970 - La prima cosa bella / ...e lavorare - RCA Italiana
- 1970 - Vagabondo / La mia donna - RCA Italiana
- 1970 - Una ragazzina come te / Zapponeta - RCA Italiana
- 1971 - Il cuore è uno zingaro / Agnese - RCA Italiana
- 1971 - Anima / Pioverà, pioverà - RCA Italiana
- 1971 - Un uomo molte cose non le sa / Sogno di primavera - RCA Italiana
- 1971 - Chitarra suona più piano / Lontano, lontano - RCA Italiana
- 1972 - I giorni dell'arcobaleno / Era di primavera - RCA Italiana
- 1972 - Occhi Chiari / Un minuto ... una vita - RCA Italiana
- 1972 - Paese / Qualche cosa di più - RCA Italiana
- 1974 - Sai che bevo, sai che fumo / Libertà - RCA Italiana
- 1975 - Beniamino / Tema di Beniamino - RCA Italiana
- 1976 - La più bella del mondo / Anna perché - Carosello Records
- 1979 - Chiara / Partire perché - VIP

## Filmografie
- 1964 I ragazzi dell'Hully Gully, regia Marcello Giannini
- 1965 Questi pazzi, pazzi italiani, regia Tullio Piacentini
- 1965 Viale della canzone, regia Tullio Piacentini
- 1965 Altissima pressione, regia Enzo Trapani
- 1967 L'immensità (La ragazza del Paip's), regia Oscar De Fina
- 1970 La ragazza del prete, regia di Domenico Paolella
- 1972 Torino negru (Torino nera), regia Carlo Lizzani
- 2020 Tolo Tolo, regia Checco Zalone

În 1972, Di Bari este acreditat ca și compozitor al coloanei sonore din filmul Torino negru, regizat de Carlo Lizzani.